# Torbach (Rißbach)
Der Torbach ist ein rund 7 km langer Wildbach in Tirol, der das Tortal im Karwendel durchfließt.
Er entspringt am Hochleger der Tortalalm unterhalb der Torscharte und fließt zunächst in östlicher Richtung, bevor er vor dem Niederleger der Tortalalm einen Knick nach Norden macht und abschließend im Rißtal von links in den Rißbach mündet.